# Hans-Joachim Leithner
Hans-Joachim Leithner (* 1943) ist ein deutscher Restaurator bzw. Konservator und Autor.
Seine Wirkungsorte sind Jena, VEB Jenapharm; Erfurt, Fachhochschule, Fachbereich Konservierung und Restaurierung, wo er studierte und schließlich das Thüringische Landesamt für Denkmalpflege und Archäologie in Weimar. Er lebt in Weimar.
Neben Werken zur Restaurierung ist er mit solchen zur Kulturgeschichte von Weimar hervorgetreten, die er im Eigenverlag herausgegeben hat. Bisher betrifft das die Weimarer Brunnen und Parks in Weimar und Umland. Auch bietet Leithner Führungen hierzu an.

## Werke (Auswahl)
- Gärten in Weimar und Parkanlagen im Weimarer Umland. Weimar 2021.
- Parkanlagen in Weimar. Weimar 2021.
- WeimarWissen: Der Weimarer Brunnenschatz. Weimar 2018.
- Edelmetalle. Weimar 2019, Weimar 2019.
- Eisenwerkstoffe. Weimar 2019.
- Buntmetalle. Weimar 2019.
- Metalle. Weimar 2016.
- Holz. 2. erweiterte Aufl. Weimar 2014.